# 丹麦国铁SA型电力动车组
丹麦国铁SA型电力动车组（丹麦语：Litra SA）是一种8节编组的动力分散式通勤型電力動車組。仅由丹麦国家铁路下属的哥本哈根市郊铁路使用。先后于1996年至2007年间投入运行。是第四代哥本哈根市郊铁路列车的两个型号之一（另一个型号是丹麦国铁SE型电力动车组）。哥本哈根市郊铁路目前已淘汰第四代列车之前的各代列车。 制造商为法国阿尔斯通和德国西门子。其中部分铝制部件的供应商为挪威海德鲁。

## 概述
列车最高运营速度为120公里/小时，但并非所有路段都能达到这个速度。其中，运行在哥本哈根环线铁路上的哥本哈根市郊铁路F线列车的最高运营速度仅有80千米/小时。
列车安装有视频监控系统，以提升乘客和工作人员的安全感。本型列车为空调车，但部分车窗仍能开启。鼓形车体设计，能够在不突破现有铁路限界的前提下拥有更大的内部空间。为增强过弯能力，本型列车采用短车厢设计。每节车厢长度均只有大约10米，仅为一般铁路客车的一半。
除两端控制车每节车厢安装有两个转向架外，其余每节车厢仅安装有1个转向架，所有转向架均为1轴转向架。在高峰时段，为增加载客量，本代列车经常会让两列列车重联运行。若让两列8节编组的列车重联运行，则总长度将达到168米。 头尾两端均设有驾驶室，头尾两端的车钩为夏芬伯格车钩。

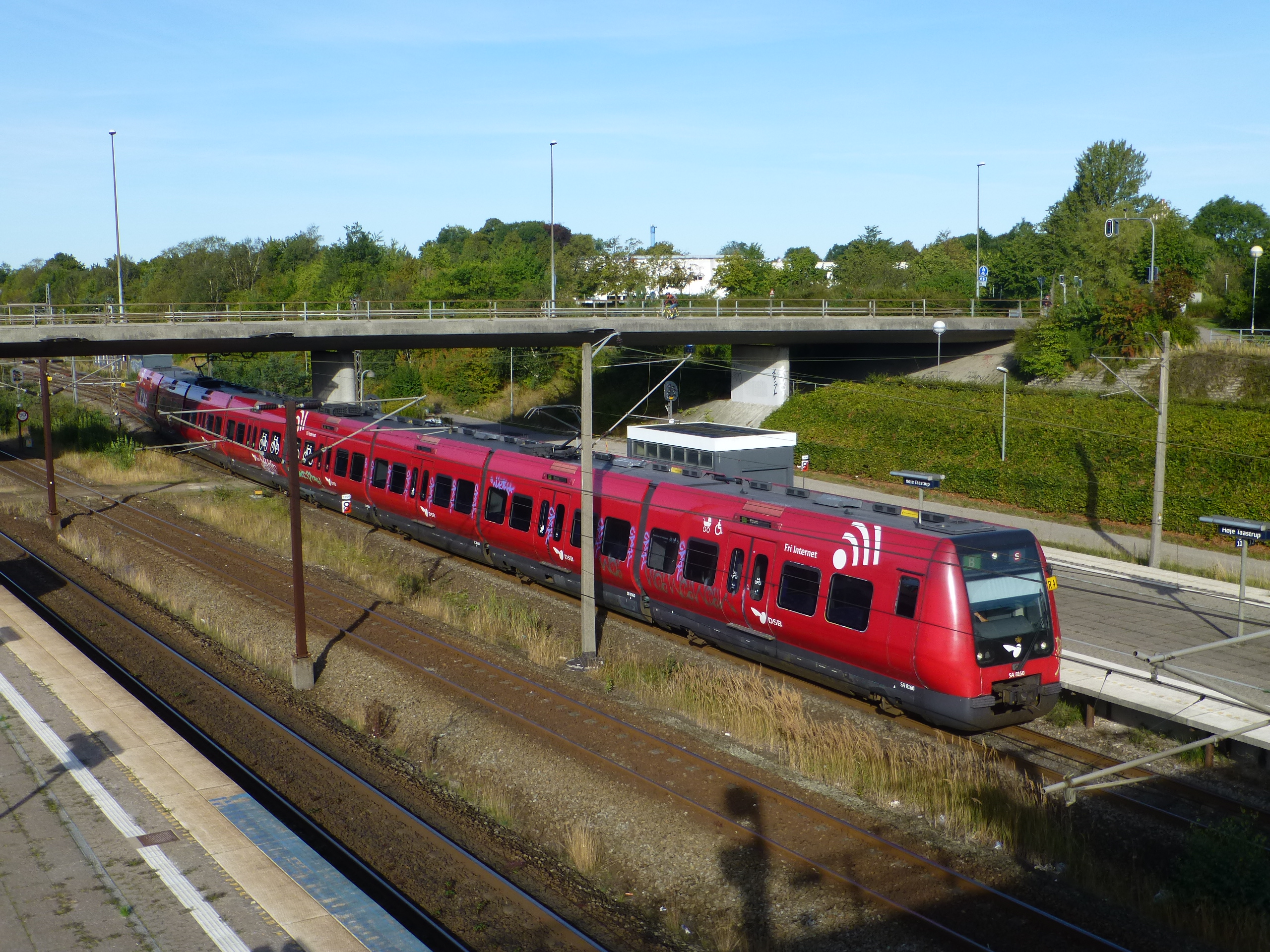
从这张照片中可以看出，第四代哥本哈根市郊铁路列车采用1轴转向架，两端头车车厢各安装有两个转向架，其余每节车厢个各安装有1个转向架。
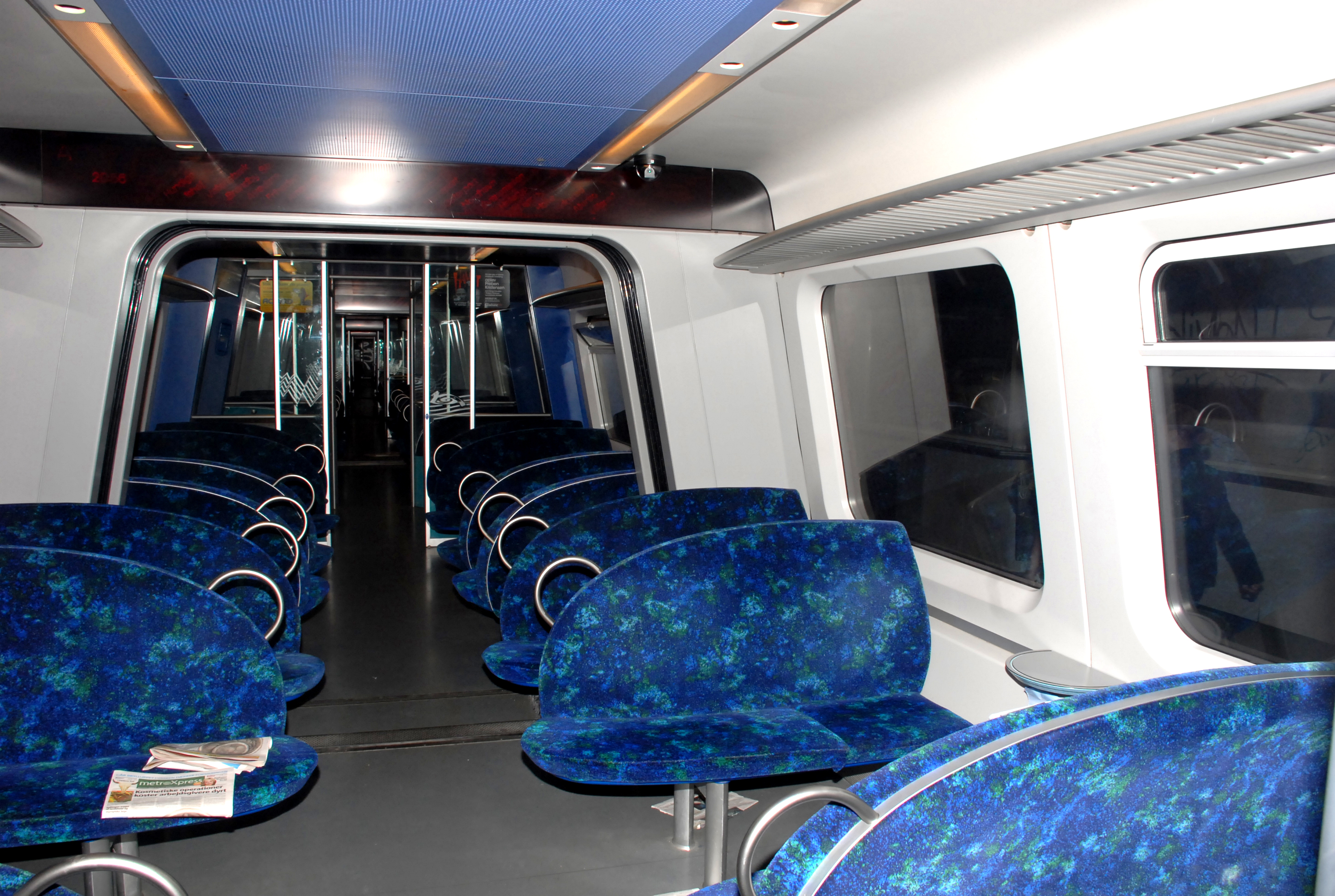
从这张2007年拍摄的车厢内部照片可以看出，虽然本型列车为空调车，但仍有车窗可以开启。

为节约能源，丹麦国铁SA型电力动车组安装有可将刹车时的反作用力转换为电力的再生制动。采用再生制动后，可因此节约大约40％的电力。
哥本哈根市郊铁路先后共使用105列本型列车，其中一列2002年因事故报废，现有104列。2007年9月，哥本哈根市郊铁路在本型列车中划出一部分作为安静区，供喜欢安静的乘客使用。

## 编组及编号
丹麦国铁SA型电力动车组为8节固定编组，共有4种类型的车厢，每一车厢均有独立编号。
| 车厢类型                 | 代码 | 编号号段                 |
| ------------------------ | ---- | ------------------------ |
| 有动力头车               | SA   | SA 8101-8205 / 9101-9205 |
| 有动力中间车（带受电弓） | SB   | SB 8301-8405 / 9301-9405 |
| 无动力中间车             | SC   | SC 8601-8705 / 9601-9705 |
| 有动力中间车（无受电弓） | SD   | SD 8801-8905 / 9801-9905 |

编组顺序：
- 有动力头车
- 有动力中间车（带受电弓）
- 无动力中间车
- 有动力中间车（无受电弓）
- 有动力中间车（无受电弓）
- 无动力中间车
- 有动力中间车（带受电弓）
- 有动力头车

## 技术参数
- 种类：动力分散式通勤型電力動車組
- 编组：8节编组
- 全长：83.78米
- 宽度：3520毫米
- 高度：4300毫米
- 地板高度：1100毫米
- 空重：123.8吨
- 满载重量：195吨
- 载客量：700人（312个普通座椅+28个折叠式座椅+360个站位）
- 转向架：1轴转向架
- 车体材质：铝质车体
- 最大运营速度：120千米/小时
- 加速度：1.3米/秒2
- 减速度：1.2米/秒2
- 供电制式： 直流 1650伏 架空电缆供电
- 发动机：8台交流异步电动机
- 车钩：夏芬伯格车钩（英语：Scharfenberg coupler）

## 衍生型号
丹麦国铁SA型电力动车组有一短编组衍生型号——丹麦国铁SE型电力动车组。两者除编组外，外观、内部结构差异不大，生产厂商亦相同。主要差别在于丹麦国铁SE型电力动车组为4节编组。丹麦国铁SE型电力动车组也是第四代哥本哈根市郊铁路列车的两个型号之一亦只有哥本哈根市郊铁路一个用户。丹麦国铁SE型电力动车组于2004年至2005年间制造，2005年上线运营至今。

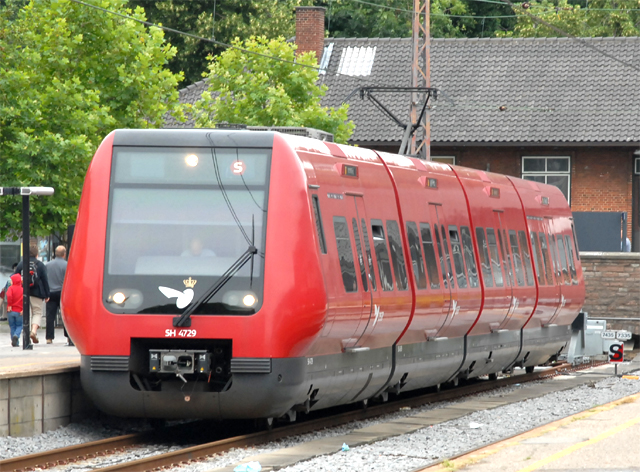
丹麦国铁SE型电力动车组